# تونل (فیلم ۲۰۱۴ نیجریه‌ای)
«تونل» (انگلیسی: Tunnel (film)) یک فیلم است که در سال ۲۰۱۴ منتشر شد.